# Devizes
Pour la circonscription électorale, voir Devizes (circonscription du Parlement britannique).
Devizes est une ville du Royaume-Uni située dans le Wiltshire, en Angleterre. Ce chef-lieu de circonscription compte 11 296 habitants (recensement de 2001). Elle est jumelée avec la ville française de Mayenne.
On peut y visiter le Musée du Wiltshire.

## Histoire

### Au Moyen Âge
Le château de Devizes a été édifié en 1080 par l’évêque Osmond de Salisbury, mais la ville n'est nulle part mentionnée dans le Domesday Book. Comme ce château se trouvait à l'intersection des seigneuries de Rowde, Bishops Cannings et de Potterne, on l'appela le castrum ad divisas (« château des confins »), d'où le nom de Devizes. Sur la carte du Wiltshire de John Speed (1611), la ville est repérée comme The Devyses. Le premier château de l'endroit était une motte castrale, probablement faite de rondins et de terre : elle fut incendiée en 1113. Roger de Salisbury, le successeur d’Osmond, reconstruisit le château en pierre. Devizes reçut sa première charte en 1141 : elle accordait aux bourgeois le droit de foire. Le château changea plusieurs fois de maître au cours de la guerre civile qui opposa Étienne de Blois à Mathilde l'Emperesse au XIIe siècle. Plusieurs prisonniers important furent détenus à Devizes, notamment Robert Courteheuse, fils aîné de Guillaume le Conquérant en 1106. Robert sera détenu vingt années à Devizes, avant d'être transféré au château de Cardiff.
Au cours des XIIe et XIIIe siècles, Devizes se développa au-delà de l'enceinte du château fort, artisans et commerçants trouvant un marché en la personne des châtelains et de leurs serviteurs. Le premier marché de Devizes fut organisé en 1228, sur le parvis de l'église Sainte-Marie. Les principales productions de la région aux XVIe et XVIIe siècles étaient la laine, le blé et le fil de lin ; au cours du XVIIe siècle, la production de beurre, de fromage et de bacon prit plus d'importance.

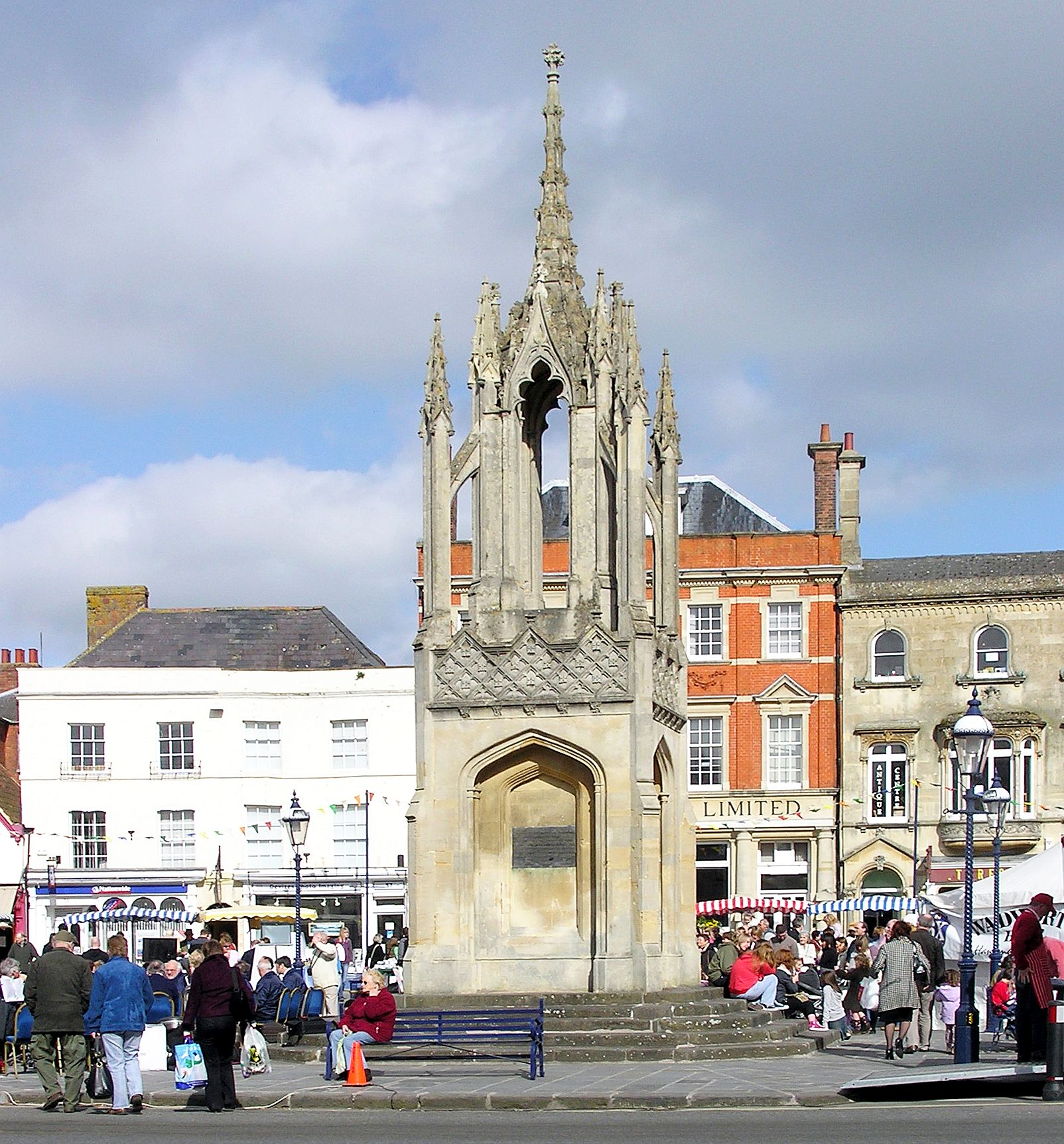
La croix du Marché, construite en 1814, remplaçait un ancien calvaire qui se dressait un peu plus au sud.

### Renaissance
À partir du XVIe siècle, Devizes s'imposa par sa production de tissus, d'abord du drap de laine blanche mais qui se diversifia vers la production de serge, de droguet, de feutre et de cachemire (ou zéphyr).
Les drapiers ont fait construire les imposantes maisons de St. John's Street, de Long Street et de la place du marché. 

### Époque moderne
En 1643, au cours de la Première Révolution anglaise, l'armée Parlementariste commandée par William Waller assiégea l'armée Royaliste de Ralph Hopton retranchée dans Devizes. Mais l'armée de secours de Henry Wilmot (1er comte de Rochester), partie d'Oxford, parvint à lever le siège, et peu après l'armée de Waller fut anéantie à la bataille de Roundway Down. Devizes demeura une place forte royaliste jusqu'en 1645, année où Oliver Cromwell obtint sa reddition. Le château fut rasé en 1648 sur ordre du Parlement, dans le cadre du processus de slighting.
Devizes a vu très tôt l'action de nombreux prêcheurs anti-papistes. La chapelle Sainte-Marie, temple congrégationaliste, a ouvert ses portes dans Northgate Street en 1776. Deux pasteurs charismatiques y ont officié : Robert Sloper puis Richard Elliot, le militant anti-esclavagiste : au début du XIXe siècle, leurs offices réunissaient plus de 500 fidèles. Ce temple a été revendu et été réaménagé en une maison et six appartements ; quant à la congrégation, elle a rejoint les fidèles de l’Église méthodiste pour former St Andrew's United Church, dans Long Street. On compte en outre deux temples baptistes, une Maison des Amis et un temple pentecôtiste.
Au début du XVIIIe siècle Devizes possédait le plus important marché de céréales de West Country et on y vendait des tissus, du houblon, du bétail et des chevaux avant la construction de la halle aux grains (Corn Exchange). 
La ville de Devizes était un relais de poste entre Londres et Bristol, ce qui explique le nombre d'auberges de cette ville. Le père du portraitiste Thomas Lawrence était aubergiste à l'hôtel Bear sur la place du marché. C'est là que Lawrence a commencé à dessiner. 
Vers la fin du XVIIIe siècle, les filatures entrèrent en déclin, mais la ville possédait alors de nouveaux commerces et ateliers : une horlogerie, une fonderie de cloches, des libraires, un chapelier et des orfèvres, des brasseries (celle de Wadworth Brewery est encore en activité), une raffinerie de tabac et un moulin à tabac. 
Le canal Kennet et Avon a été creusé sous la direction de John Rennie entre 1794 et 1810 afin de relier Devizes à Bristol et Londres. À Devizes le canal rachète une dénivellation de 72 m au moyen de 29 écluses, grâce à une échelle de 16 écluses à Caen Hill. Au cours des premières années d'exploitation, ce canal était éclairé au gaz, ce qui permettait aux navires de circuler 24 h sur 24. 

### XIXesiècle
La nouvelle prison du comté (« County House of Corrections »), en maçonnerie de pierre et de brique, fut construite à Devizes et mise en service en 1817. Elle remplaçait la geôle d’Old Bridewell qui datait de 1579. L'architecte, Richard Ingleman, inspiré par le panoptique de Jeremy Bentham, l'a conçue comme un édifice polygonal à deux étages, dont le centre de la cour intérieure est occupé par une tour abritant les appartements du directeur. Ce centre de détention resta opérationnel plus de 90 ans et fut déclassé en 1922. Il se trouvait dans la moitié nord du parc du château, de l'autre côté du canal de la Kennet à l’Avon : on y accédait par un pont, le Prison Bridge. Cette Maison correctionnelle fut abattue en 1928.

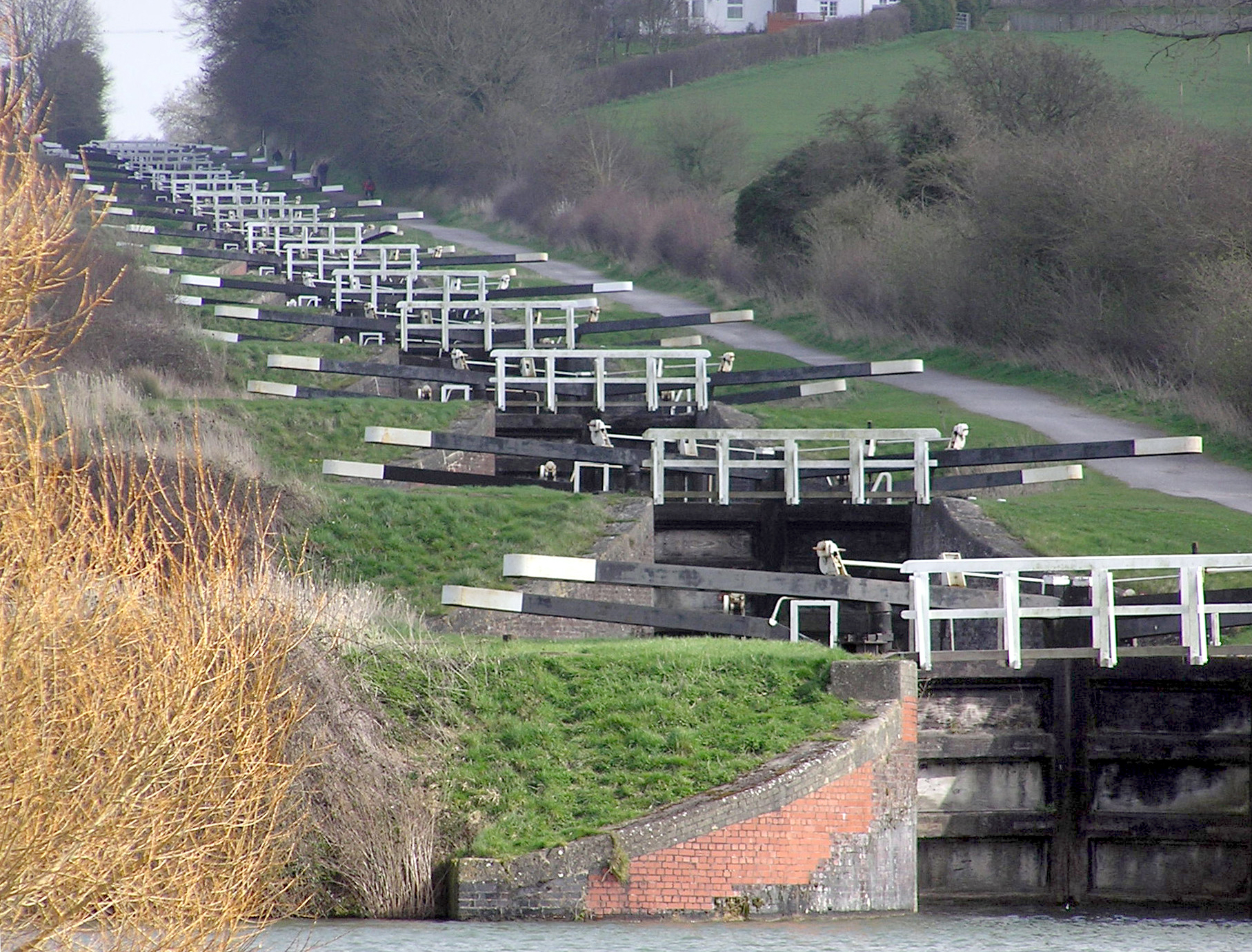
L'échelle d'écluses de Caen Hill, à Devizes, sur le canal Kennet et Avon.

En 1853, une association de géologie et d'archéologie vit le jour à Devizes ; c'est ce groupe qui est à l'origine de la création du musée du Wiltshire. Cette institution possède une collection complète d'objets de l'âge du bronze, avec des vestiges trouvés à  Stonehenge et Avebury, West Kennet Long Barrow, Marden Henge et Bush Barrow.
En 1857, le blé et l'orge étaient vendus sur la place, les sacs de grains empilés contre le calvaire. La Market cross actuelle représente le conte édifiant de Ruth Pierce, accusée d'avoir escroqué des clients. Le coroner John Clare rapporte qu'elle a été « frappée par la vengeance divine ».
Cette même année, la société de chemins de fer Wilts, Somerset and Weymouth Railway aménagea la gare de Devizes et la raccorda par une antenne ferroviaire à Holt Junction, qui relie Chippenham à Weymouth. L'arrivée du chemin de fer dans les années 1850 a mis un terme à la navigation commerciale sur le canal. 

### Époque contemporaine
Aujourd'hui, l’expansion urbaine est tirée par le développement des faubourgs est, du côté d'Andover.
En 1999, un géoglyphe représentant un cheval a été tracé au flanc de la colline voisine de Roundway Hill. Ce Devizes White Horse rappelle un géoglyphe plus ancien, dont le tracé remontait à 1845.
Le canal a été reconverti pour la navigation de plaisance. La capitainerie de Devizes Wharf abrite le musée du canal.

## Monuments remarquables
Devizes compte plus de 500 monuments classés, chiffre énorme pour une aussi petite ville. La succursale du National Trust de Devizes en édite le plan.
La ville avait des églises dès le début du XIe siècle, et elle conserve aujourd'hui quatre églises anglicanes : la plus ancienne, dédiée à Saint Jean le Baptiste, a été fondée en 1130. Pevsner la décrit comme la deuxième plus belle église normande du Wiltshire, après l’Abbaye de Malmesbury. Cette église était à l'origine celle du premier château et de sa garnison. Les trois autres sont dédiées à la Vierge Marie, à Jacques le Majeur (aujourd'hui un temple évangéliste) et à l’apôtre Pierre. L’église catholique Notre-Dame de l'Immaculée Conception a été édifiée en 1865 et possède une école privée.
Brownston House est un Monument historique de grade I de New Park Street. Depuis 1700, elle a été le domicile de quatre députés, de deux généraux avant de servir de pensionnat de jeunes filles entre 1859 et 1901. Le Wiltshire Council s'en est porté gérant en 1976, et c'est aujourd'hui un siège social.
Heathcote House, sur le Green est un monument classé de grade II*, dont l'histoire est associée à l'église et l'aducation. 
Le n°8 de Long Street fut le domicile de l'amiral Joseph Needham Tayler, qui a inspiré le personnage de C.S. Forester, Horatio Hornblower.
Southbroom House, non loin du Green, fut édifiée en 1501. L'édifice actuel a été reconstruit par la famille Eyles en 1772.

## Jumelages
Devizes est jumelée avec :
- Baja
- Mayenne
- Oamaru
- Tornio
- Waiblingen